# Fruto de la memoria
Fruto de la memoria (en griego, Μήλα; romanizado: Mila) es una película de comedia dramática de coproducido internacionalmente de 2020 dirigida y producida por Christos Nikou en su debut como director, a partir de un guion de Nikou y Stavros Raptis. Está protagonizada por Aris Servetalis, Sofia Georgovasili, Anna Kalaitzidou y Argiris Bakirtzis. Cate Blanchett se desempeña como productora ejecutiva con su productora Dirty Films involucrada en la realización de la película.
La película tuvo su estreno mundial en el Festival de Cine de Venecia el 2 de septiembre de 2020. Estaba programado para ser lanzado en Grecia el 19 de noviembre de 2020 por Feelgood Entertainment. Fue seleccionada como la entrada griega a la Mejor Película Internacional en la 93.ª edición de los Premios Óscar, pero no fue nominada.

## Sinopsis
Aris se inscribe en un programa de recuperación para pacientes no reclamados para crear identidades durante una pandemia que provoca amnesia.

## Reparto
- Aris Servetalis como Aris
- Sofia Georgovassili como Anna
- Anna Kalaitzidou
- Argyris Bakirtzis
- Kostas Laskos

## Lanzamiento
La película tuvo su estreno mundial en la 77.ª edición del Festival Internacional de Cine de Venecia el 2 de septiembre de 2020. También se proyectó en el Festival Internacional de Cine de Toronto el 9 de septiembre de 2020, como parte de TIFF Industry Selects. y en AFI Fest el 20 de octubre de 2020. En octubre de 2020, Cohen Media Group adquirió los derechos de distribución de la película en Estados Unidos. Fue estrenado en Grecia el 19 de noviembre de 2020. Fue estrenado en los Estados Unidos el 24 de junio de 2022.

## Recepción

### Recepción de la crítica
La película tiene un 93% en el agregador de reseñas Rotten Tomatoes, basado en 97 reseñas, con un promedio de 7.4/10. El consenso de los críticos del sitio web dice: "Fruto de la memoria explora la identidad humana desde una perspectiva surrealista y, a menudo, humorística, con resultados peculiares pero, en última instancia, que invitan a la reflexión". En Metacritic, la película tiene una calificación de 79 sobre 100, basada en 18 críticos, lo que indica "críticas generalmente favorables".